# Martin Laas
Martin Laas, nascido a  25 de setembro de 1993, é um ciclista profissional estonio que atualmente corre para a equipa Bora-Hansgrohe.

## Palmarés
2015
- Tour da Estónia, mais 1 etapa

2018
- 3 etapas do Tour da Tailândia
- 1 etapa do Tour do Japão[2]
- 1 etapa do Baltic Chain Tour

2019
- 1 etapa do Tour da Tailândia
- 4 etapas do Tour de Taiwain
- 3 etapas do Tour de Coreia